# Mac OS 9
Mac OS 9 — остання версія «класичної» Macintosh Operation System (Mac OS), представлена Apple 23 жовтня 1999 року, незадовго перед виходом Mac OS X. Під час представлення, в Mac OS 9 було оголошено «50 нових функцій», включно можливість 128-бітного шифрування та Sherlock 2.
Mac OS 9 під кодовим ім'ям «Sonata» спочатку, як передбачалось, мала бути виданою як Mac OS 8.7. Багато хто вважає її найбільш функціональною з оригінальних Mac OS. В той час, як Mac OS 9 не включала таких сучасних функцій операційної системи, як захищена пам'ять та витісняюча багатозадачність, послідуючі покращення включали додавання автоматичного двигуна Software Update та підтримку багатьох користувачів.

## Функції
Apple представляла Mac OS 9 як «найкращу операційну систему усіх часів для роботи з інтернетом» («best Internet operating system ever») і в рекламі робила наголос на програмі Sherlock 2, привертаючи увагу до вбудованого в неї пошуку в інтернеті.
На додаток до Sherlock та iTools, Mac OS 9 пропонувала багато інших удосконалень у порівнянні з Mac OS 8:
- Покращення панелі керування зовнішнім виглядом;
- Повністю нова панель керування звуком;
- Оновлена версія AppleScript;
- Keychain, функція, що дозволяє користувачам зберігати паролі в захищених «зв'язках ключів» («keychains»);
- Запис CD в Finder.